# Metagonia osa
Metagonia osa är en spindelart som beskrevs av Willis J. Gertsch 1986. Metagonia osa ingår i släktet Metagonia och familjen dallerspindlar.
Artens utbredningsområde är Costa Rica. Inga underarter finns listade i Catalogue of Life.